# Chiara Consolini
Chiara Consolini, född 20 maj 1988, är en italiensk basketspelare. 
Consolini deltog vid olympiska sommarspelen 2020 och var en del av Italiens lag som blev utslagna i kvartsfinalen i tremannabasket.